# Coppa panamericana maschile di pallavolo 2012
La VII Coppa panamericana maschile di pallavolo si è svolta dal 9 al 14 luglio a Santo Domingo, nella Repubblica Dominicana. Al torneo hanno partecipato 8 squadre nazionali nordamericane e sudamericane e la vittoria finale è andata per la quinta volta agli Stati Uniti.

## Impianti
|                                                                             |  |
|                                                                             |  |
| Palacio del Voleibol Città: Santo Domingo Capienza: ? Anno d'apertura: 2003 |  |

## Gironi
Dopo la prima fase, le prime classificate di ogni girone hanno acceduto direttamente alle semifinali per il primo posto, mentre la seconda e la terza classificata di ogni girone hanno acceduto ai quarti di finale: la vincente dei quarti ha acceduto alle semifinali per il primo posto, mentre la perdente ha acceduto alle semifinali per il quinto posto; le ultime classificate di ogni girone hanno acceduto alle semifinali per il quinto posto.
| Girone A                                           | Girone B                              |
| -------------------------------------------------- | ------------------------------------- |
| Argentina Canada Rep. Dominicana Trinidad e Tobago | Brasile Messico Stati Uniti Venezuela |

## Fase finale

### Finali 1º e 3º posto
|  | Quarti          | Quarti          |             |         | Semifinali         | Semifinali         |  |  | Finale 1º/2º posto | Finale 1º/2º posto |
|  |                 |                 |             |         |                    |                    |  |  |                    |                    |
|  |                 |                 |             |         |                    |                    |  |  |                    |                    |
|  |                 |                 |             |         |                    |                    |  |  |                    |                    |
|  | -               | -               |             |         |                    |                    |  |  |                    |                    |
|  | -               | -               |             |         |                    |                    |  |  |                    |                    |
|  | -               | -               |             |         |                    |                    |  |  |                    |                    |
|  | -               | -               | Stati Uniti | 3       |                    |                    |  |  |                    |                    |
|  |                 |                 | Stati Uniti | 3       |                    |                    |  |  |                    |                    |
|  |                 | Rep. Dominicana | 2           |         |                    |                    |  |  |                    |                    |
|  | Rep. Dominicana | Rep. Dominicana | 2           | 3       |                    |                    |  |  |                    |                    |
|  | Rep. Dominicana |                 |             | 3       |                    |                    |  |  |                    |                    |
|  | Messico         | 1               |             |         |                    |                    |  |  |                    |                    |
|  | Messico         | 1               | Stati Uniti | 3       |                    |                    |  |  |                    |                    |
|  |                 |                 | Stati Uniti | 3       |                    |                    |  |  |                    |                    |
|  |                 | Argentina       | 0           |         |                    |                    |  |  |                    |                    |
|  | -               | Argentina       | 0           | -       |                    |                    |  |  |                    |                    |
|  | -               |                 |             | -       |                    |                    |  |  |                    |                    |
|  | -               | -               |             |         |                    |                    |  |  |                    |                    |
|  | -               | -               | Argentina   | 3       | Finale 3º/4º posto | Finale 3º/4º posto |  |  |                    |                    |
|  |                 |                 | Argentina   | 3       | Finale 3º/4º posto | Finale 3º/4º posto |  |  |                    |                    |
|  |                 | Brasile         | 2           |         |                    |                    |  |  |                    |                    |
|  | Brasile         | Brasile         | 2           | 3       | Rep. Dominicana    | 3                  |  |  |                    |                    |
|  | Brasile         |                 |             | 3       | Rep. Dominicana    | 3                  |  |  |                    |                    |
|  | Canada          | 1               |             | Brasile | 2                  |                    |  |  |                    |                    |
|  | Canada          | 1               |             |         | 2                  |                    |  |  |                    |                    |
|  |                 |                 |             |         |                    |                    |  |  |                    |                    |
|  |                 |                 |             |         |                    |                    |  |  |                    |                    |

### Finali 5º e 7º posto
|  | Semifinali        | Semifinali        | Semifinali |        |         | Finale 1º/2º posto | Finale 1º/2º posto | Finale 1º/2º posto |  |
|  |                   |                   |            |        |         |                    |                    |                    |  |
|  | Trinidad e Tobago | Trinidad e Tobago | 0          |        |         |                    |                    |                    |  |
|  | Trinidad e Tobago | Trinidad e Tobago | 0          |        |         |                    |                    |                    |  |
|  | Messico           | Messico           | 3          |        |         |                    |                    |                    |  |
|  | Messico           | Messico           | 3          |        | Messico | Messico            | 3                  |                    |  |
|  |                   |                   |            |        | Messico | Messico            | 3                  |                    |  |
|  |                   |                   | Canada     | Canada | 2       |                    |                    |                    |  |
|  | Venezuela         | Venezuela         | Canada     | Canada | 2       | 0                  |                    |                    |  |
|  | Venezuela         | Venezuela         |            |        |         | 0                  |                    |                    |  |
|  | Canada            | Canada            | 3          |        |         | Finale 3º/4º posto | Finale 3º/4º posto | Finale 3º/4º posto |  |
|  | Canada            | Canada            | 3          |        |         |                    |                    |                    |  |
|  |                   |                   |            |        |         |                    |                    |                    |  |
|  |                   |                   |            |        |         | Trinidad e Tobago  | Trinidad e Tobago  | 2                  |  |
|  |                   |                   |            |        |         | Trinidad e Tobago  | Trinidad e Tobago  | 2                  |  |
|  |                   |                   |            |        |         | Venezuela          | Venezuela          | 3                  |  |

## Podio

### Campione
Formazione: 1 Davis, 2 Rawson, 4 Clark, 5 Muagututia, 6 Troy, 7 Dufault, 9 McDonnell, 12 Ciarelli, 13 Ammerman, 14 Watten, 22 Sander, 24 Shoji, CT: Patchell

### Secondo posto
Formazione: 1 Llanos, 4 Araya, 5 Lapera, 6 Núñez, 8 Martínez, 9 Quiroga, 10 Lazo, 12 Weber, 16 Assaf, 21 Giustiniano, 23 Cavanna, 25 Gauna, CT: Muraco

### Terzo posto
Formazione: 1 Campechano, 2 Palomino, 3 Contreras, 4 Hernández, 5 Peguero, 6 García, 7 Concepción, 10 Abreu, 11 Cáceres, 12 Castro, 13 Lara, 15 Tapia, CT: Osiel

## Classifica finale
| Classifica | Squadre           |
| ---------- | ----------------- |
|            | Stati Uniti       |
|            | Argentina         |
|            | Rep. Dominicana   |
| 4          | Brasile           |
| 5          | Messico           |
| 6          | Canada            |
| 7          | Venezuela         |
| 8          | Trinidad e Tobago |